# Сіу юк
Сіу юк ( кит. :燒肉; піньїнь : shāo ròu) — це варіація страви сіу-мей або смажене м’ясо в кантонській кухні. Страва набула поширення з провінції Гуандун, що на півдні Китаю. Його виготовляють шляхом запікання цілої свині або молочного поросяти з приправами, такими як сіль та оцет у печі з вугіллям при високій температурі. Смажена свиння має хрустку шкірку та соковите та ніжне м’ясо. Зазвичай м’ясо подають просто порізавши шматками зі шкіркою, але іноді його подають із соєвим соусом або соусом хойсін.

## Етимологія
Сіу юк в перекладі з китайської мови значить "смажене м'ясо" ( кит. :燒肉; піньїнь : shāo ròu ) та вживається коли подають свинину шматочками. Це більш розповсюджена назва, тому як її вживають зазвичай в невеликих кількостях. Коли подається вся свиня, страва відома як "запечена свиня" ( китайська :燒 豬; піньїнь : шао джу ).

## Спосіб приготування
Сіу юк зазвичай готують шляхом розрізання свині по лінії живота після забою, кладуть їх у гриль, а потім заливають гарячою водою. Свиню можна приготувати на вогні по шматочкам або цілу у духовці. Під час приготування на грилі треба проколоти невеликий отвір у шкірі свині, щоб жир під шкірою витік. Її також можна смажити на сильному вогні, але тоді на свинячу шкіру треба нанести олію, щоб свиняча шкіра була наповнена бульбашками і стала хрусткою, золотисто -жовтого кольору.

## Традиції
Купляють або роблять вдома Сіу юк при сімейних святях таких як вессіля, позорони, дня народження а також під час фестивалів чи регіональних свят.